# Pas van Terneuzen
De Pas van Terneuzen is een deel van de vaargeul Westerschelde in de Westerschelde. Het vaarwater ligt ongeveer noordwest van de stad Terneuzen en noord van de industriegebieden Mosselbanken en Dow Chemical, en loopt ongeveer vanaf de aansluiting met de Noordzeesluizen tot de aansluiting naar de Thomaesgeul / Ankergebied Springergeul.
De vaargeul is aangeduid door de beheerder (Rijkswaterstaat) als CEMT-klasse VIc (duwkonvooi met 3×2 bakken naast elkaar, 270 × 22,8 meter) en wordt gebruikt door zeeschepen, binnenvaart en pleziervaart. De waterdiepte gaat van −51,4 tot −15,3 meter t.o.v. NAP. Het water is zeewater en heeft een getij.
Vroeger lag deze geul veel verder van het land af, maar van 1800 tot 1860 bewoog ze in de richting van de kust, leidende tot oevervallen en ontgrondingen. Van 1858-1876 vonden 27 van dit soort gebeurtenissen plaats. In 1859 en 1861 ontstonden hierdoor ernstige dijkvallen, en moesten inlaagdijken worden aangelegd, waarbij 20 ha van de Nieuw-Neuzenpolder verloren ging. Ook in 1875 en 1876 ontstonden er dijkvallen, waarbij zelfs 455 m dijk verdween. De inlaagdijk voorkwam het ergste.
Ongeveer 5½ km naar het oosten op enkele honderden meters voor de kust van de stad Terneuzen ligt de vaargeul plus ankergebied met de naam Put van Terneuzen. Ook ten oosten van Terneuzen kwamen diverse dijkvallen voor.
De Pas van Terneuzen valt binnen het Natura 2000-gebied Westerschelde & Saeftinghe.